# Sierra La Laguna

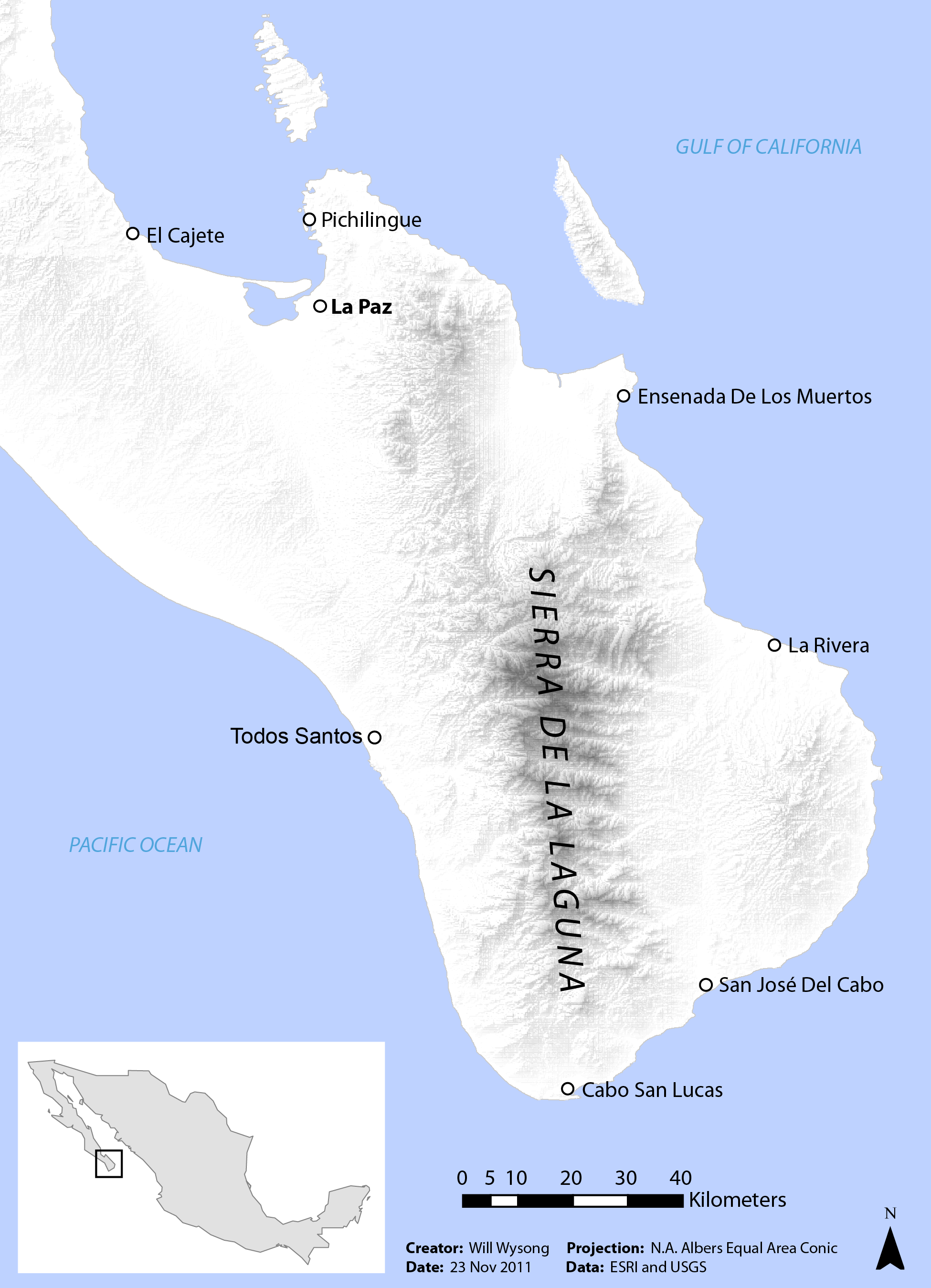
Sur de la península de Baja California

La Sierra La Laguna es una sierra y una Reserva de la biosfera en los municipios de La Paz y Los Cabos, estado de Baja California Sur, México. Es un área donde se encuentra una enorme variedad de especies endémicas, además de vestigios arqueológicos. La cima alcanza los 2,090 metros sobre el nivel del mar, por lo que es la montaña más alta del estado.

## Conservación
La reserva de la biosfera tiene una extensión de 112,437 hectáreas y fue decretada el 6 de junio de 1994, se estableció una zona núcleo de 32,519 hectáreas y dos zonas de amortiguamiento de 79,317 y 600 hectáreas. Se llega por la carretera La Paz-Los Cabos, que pasa por el poblado de Todos Santos, en el kilómetro 85. 

## Ecosistemas
La Reserva de la Biosfera Sierra la Laguna está formada por 15 subcuencas y constituye un área de gran biodiversidad, es el único bosque de coníferas, palmar, matorral y bosques de pino-encino del estado y la única selva tropical de la península de Baja California Sur.
De acuerdo al Sistema Nacional de Información sobre Biodiversidad de la Comisión Nacional para el Conocimiento y Uso de la Biodiversidad (CONABIO) en la Reserva de la Biosfera Sierra La Laguna habitan más de 2,025 especies de plantas y animales de las cuales 63 se encuentra dentro de alguna categoría de riesgo de la Norma Oficial Mexicana NOM-059  y 68 son exóticas,
La flora consta de especies como el encino negro, el pino piñonero, madroño y sotol. Otras especies son: el tabardillo, tacotillo, chicura de la sierra y hierba del venado, matorrales y cactáceas. 
La reserva alberga muy diversas especies de fauna, como mamíferos: venado, coyote, liebre de cola negra, puma, zorro gris, así como aves: paloma de alas blancas y de collarín, zopilotes, gavilanes y tecolotes. Igual 40 especies de reptiles y 97 insectos, entre ellos arañas y tarántulas.
No hay proyectos mineros en la zona núcleo, aunque en la zona de amortiguamiento ha habido proyectos que no han sido aprobados. Los grandes desarrollos turísticos como el de Cabo Cortés; entre otros, representan una amenaza para la zona de amortiguamiento.

## Características físicas
La geología superficial del macizo montañoso y parte de la región de las colinas está formada principalmente por rocas intrusivas masivas y, básicamente, por granitos y sienitas. Estos materiales rocosos son probablemente parte de un batolito de Cretácico que subyace en gran parte de la península de Baja California. Las rocas son de grano grueso y fuertemente consolidado.
Los suelos de la sierra están generalmente poco desarrollados, en las partes más abruptas de la Reserva de la Biosfera Sierra la Laguna, dominan los suelos delgados y de poco desarrollo arbustivo limitado por rocas. La vegetación presente en este tipo de suelo es baja caducifolia y bosques.
La Reserva de la Biosfera Sierra la Laguna representa la principal fuente de recarga de mantos freáticos ya que provee de agua el 67% de la población estatal, dentro de los límites de la reserva se encuentra el mayor porcentaje de la red fluvial de esta serranía producto de las lluvias.

## Clima
El clima está influenciado por la altitud. A mayor altitud, tiene un clima subtropical de altura con temperaturas agradables todo el año y mayores acumulados de precipitación. 
| Parámetros climáticos promedio de Sierra de la Laguna, elev. 1,906 metros (2,1 yd) | Parámetros climáticos promedio de Sierra de la Laguna, elev. 1,906 metros (2,1 yd) | Parámetros climáticos promedio de Sierra de la Laguna, elev. 1,906 metros (2,1 yd) | Parámetros climáticos promedio de Sierra de la Laguna, elev. 1,906 metros (2,1 yd) | Parámetros climáticos promedio de Sierra de la Laguna, elev. 1,906 metros (2,1 yd) | Parámetros climáticos promedio de Sierra de la Laguna, elev. 1,906 metros (2,1 yd) | Parámetros climáticos promedio de Sierra de la Laguna, elev. 1,906 metros (2,1 yd) | Parámetros climáticos promedio de Sierra de la Laguna, elev. 1,906 metros (2,1 yd) | Parámetros climáticos promedio de Sierra de la Laguna, elev. 1,906 metros (2,1 yd) | Parámetros climáticos promedio de Sierra de la Laguna, elev. 1,906 metros (2,1 yd) | Parámetros climáticos promedio de Sierra de la Laguna, elev. 1,906 metros (2,1 yd) | Parámetros climáticos promedio de Sierra de la Laguna, elev. 1,906 metros (2,1 yd) | Parámetros climáticos promedio de Sierra de la Laguna, elev. 1,906 metros (2,1 yd) | Parámetros climáticos promedio de Sierra de la Laguna, elev. 1,906 metros (2,1 yd) |
| Mes                                                                                | Ene.                                                                               | Feb.                                                                               | Mar.                                                                               | Abr.                                                                               | May.                                                                               | Jun.                                                                               | Jul.                                                                               | Ago.                                                                               | Sep.                                                                               | Oct.                                                                               | Nov.                                                                               | Dic.                                                                               | Anual                                                                              |
| ---------------------------------------------------------------------------------- | ---------------------------------------------------------------------------------- | ---------------------------------------------------------------------------------- | ---------------------------------------------------------------------------------- | ---------------------------------------------------------------------------------- | ---------------------------------------------------------------------------------- | ---------------------------------------------------------------------------------- | ---------------------------------------------------------------------------------- | ---------------------------------------------------------------------------------- | ---------------------------------------------------------------------------------- | ---------------------------------------------------------------------------------- | ---------------------------------------------------------------------------------- | ---------------------------------------------------------------------------------- | ---------------------------------------------------------------------------------- |
| Temp. máx. abs. (°C)                                                               | 25.0                                                                               | 26.0                                                                               | 29.5                                                                               | 29.0                                                                               | 32.5                                                                               | 34.0                                                                               | 31.0                                                                               | 36.0                                                                               | 33.0                                                                               | 31.0                                                                               | 29.0                                                                               | 30.0                                                                               | 36.0                                                                               |
| Temp. máx. media (°C)                                                              | 15.8                                                                               | 17.2                                                                               | 19.0                                                                               | 21.1                                                                               | 22.7                                                                               | 24.4                                                                               | 23.8                                                                               | 22.9                                                                               | 22.4                                                                               | 21.2                                                                               | 19.0                                                                               | 17.4                                                                               | 20.6                                                                               |
| Temp. media (°C)                                                                   | 8.9                                                                                | 9.7                                                                                | 11.2                                                                               | 13.4                                                                               | 15.2                                                                               | 17.8                                                                               | 18.3                                                                               | 17.6                                                                               | 17.1                                                                               | 15.0                                                                               | 12.0                                                                               | 10.2                                                                               | 13.9                                                                               |
| Temp. mín. media (°C)                                                              | 2.1                                                                                | 2.3                                                                                | 3.4                                                                                | 5.7                                                                                | 7.7                                                                                | 11.3                                                                               | 12.9                                                                               | 12.4                                                                               | 11.8                                                                               | 8.8                                                                                | 5.1                                                                                | 3.1                                                                                | 7.2                                                                                |
| Temp. mín. abs. (°C)                                                               | -7.0                                                                               | -7.0                                                                               | -6.0                                                                               | -4.0                                                                               | -1.0                                                                               | 1.0                                                                                | 7.0                                                                                | 5.0                                                                                | 4.5                                                                                | -2.0                                                                               | -6.0                                                                               | -6.0                                                                               | -7.0                                                                               |
| Precipitación total (mm)                                                           | 31.1                                                                               | 10.2                                                                               | 6.1                                                                                | 3.0                                                                                | 0.2                                                                                | 7.6                                                                                | 110.8                                                                              | 181.7                                                                              | 166.6                                                                              | 72.4                                                                               | 18.5                                                                               | 39.5                                                                               | 647.7                                                                              |
| Días de precipitaciones (≥ 0.1 mm)                                                 | 1.92                                                                               | 1.32                                                                               | 0.78                                                                               | 0.37                                                                               | 0.18                                                                               | 0.90                                                                               | 7.62                                                                               | 11.91                                                                              | 9.45                                                                               | 4.65                                                                               | 1.86                                                                               | 2.60                                                                               | 43.56                                                                              |
| Días de nevadas (≥ 1 mm)                                                           | 0                                                                                  | 0.04                                                                               | 0                                                                                  | 0                                                                                  | 0                                                                                  | 0                                                                                  | 0                                                                                  | 0                                                                                  | 0                                                                                  | 0                                                                                  | 0                                                                                  | 0                                                                                  | 0.04                                                                               |
| Fuente n.º 1: Colegio de Postgraduados                                             |                                                                                    |                                                                                    |                                                                                    |                                                                                    |                                                                                    |                                                                                    |                                                                                    |                                                                                    |                                                                                    |                                                                                    |                                                                                    |                                                                                    |                                                                                    |
| Fuente n.º 2: Servicio Meteorológico National (extremes)                           |                                                                                    |                                                                                    |                                                                                    |                                                                                    |                                                                                    |                                                                                    |                                                                                    |                                                                                    |                                                                                    |                                                                                    |                                                                                    |                                                                                    |                                                                                    |